# Lingču
Prekop Lingču (poenostavljeno kitajsko: 灵渠; tradicionalno kitajsko: 靈渠; pinjin: Líng Qú), znan tudi kot kanal Dou ali kanal Šjangan je vodni prekop v okrožju Šingan v severozahodnem kotu avtonomne pokrajine Guangši na Kitajskem. Bil je prvi kanal na svetu, ki je povezal dve rečni dolini in je omogočil ladjam, da so prepotovale 2000 kilometrov po kopnem med severno Kitajsko in delto Biserne reke. Je tudi eden najbolje ohranjenih tovrstnih projektov na svetu.
Prekop povezuje reko Šjang, ki teče proti severu in se izliva v Jangce, z reko Li, ki teče proti jugu v reko Gui, ter povezuje osrednjo Kitajsko in regijo Lingnan. Prekop je del zgodovinske vodne poti med Jangcejem in delto Biserne reke. Glavni projekti so kompleks Veliki prekop (Kitajska), Južni kanal in Severni kanal.
Po ustanovitvi Ljudske republike Kitajske je bil prekop popolnoma prenovljen in dobro ohranjen kot starodavni projekt. Čeprav ne služi več plovbi in je namakalna funkcija oslabljena, so povezane plovne poti in hidravlični objekti ohranjeni. Danes je prekop Lingču pomembna kulturna dediščina in večnamenski hidravlični projekt, ki služi namakanju, nadzoru poplav, oskrbi z vodo in turizmu.

## Zgodovina
Leta 214 pr. n. št. je Čin Ši Huang, prvi cesar dinastije Čin (vladal 221–206 pr. n. št.), ukazal zgraditi prekop med rekama Šjang in Li, da bi lahko napadel plemena Baijue na jugu. Prekop, najstarejši kaskadni prekop na svetu, je zasnoval arhitekt Ši Lu (史祿). Vodo je dobival iz reke Šjang. Dolg je 36,4 km. Do leta 825 je bil opremljen s sedemintridesetimi zapornicami. Obstaja jasen zapis iz 12. stoletja, ki opisuje zapornice, nameščene verjetno v 10. ali 11. stoletju. Po prekopu je približno tretjina vode iz reke Šjang stekla v reko Li.
Prekop Lingču je uvrščen na poskusni seznam Unescove svetovne dediščine.

## Opis
Glavna filozofija zasnove prekopa je uporaba jezov za dvig nivoja vode reke Šjang, nato pa preusmeritev enega toka (današnji Južni kanal) v zgornji krak reke Li in usmeritev drugega toka skozi nov kanal (današnji Severni kanal), ki vijuga v reko Šjang. Na ta način sta reki povezani, da omogočita komunikacijo med rečnima sistemoma Jangce in Biserne reke. Na vrhu kanala se za preusmerjanje vode in nadzor poplav uporabljajo prelivni jezovi, nasipi in stranski prelivni jezovi. Poleg tega je bil prekop zgrajen z izkopavanjem in gradnjo jezov, stopnja naklona se je zmanjšala z zavoji, uporaba vode je bila nadzorovana z doumen (starodavne zapore) in jezovi, obstoječa naravna vodna pot (nekdanji tok reke Šjang) pa je bila uporabljena za odvajanje poplav. Gre za obsežen projekt z več hidravličnimi objekti in izkoriščanjem vseh razpoložljivih naravnih virov. Prikazuje značilen slog in znanstvene dosežke starodavnih kitajskih hidravličnih projektov.

## Vir
- Day, Lance and McNeil, Ian . (1996). Biographical Dictionary of the History of Technology. New York: Routledge. ISBN 0-415-06042-7.